# 프레드 스톨
프레드 스톨(Fred Stolle, 본명: Frederick Sydney Stolle, AO, 1938년 10월 8일 ~ 2025년 3월 5일)은 오스트레일리아 아마추어 세계 랭킹 1위 테니스 선수이자 해설가였다. 오스트레일리아 뉴사우스웨일즈주 혼즈비에서 태어났다. 전 오스트레일리아 데이비스 컵 선수인 샌던 스톨의 아버지였다.

## 수상
스톨은 테니스 스포츠에 기여한 공로로 1985년 국제 테니스 명예의 전당에 입성했다. 1988년 스포츠 오스트레일리아 명예의 전당에 입성했다. 2000년 오스트레일리아 스포츠 메달을 받았고 2005년 오스트레일리아 훈장을 받았다. 2020년 스톨은 선수 생활과 은퇴 후 테니스에 기여한 공로로 ITF 필립 샤트리에 상을 수상했다.